# Šahy
Šahy (fins al 1927 "Ipolské Šiahy", hongarès: Ipolyság) és una ciutat del sud d'Eslovàquia, amb una majoria hongaresa i la seva població és de 7.238 habitants (2018), amb una edat mitjana de 42,5 anys.

## Geografia
Està situat a les portes de l'est de la Depressió danubiana al riu Ipeľ a la frontera amb Hongria, a la carretera E77 de Budapest a Cracòvia. A més de l'assentament principal, també té dos "barris" com són Preseľany nad Ipľom, annexat el 1980, i Tešmák, annexat el 1986). Del 1980 a 1996 també va tenir el poble actualment independent de Hrkovce.

## Història
La primera menció escrita és del 1237 en un document del rei Béla IV amb el nom de Saag, quan Martin Hont-Pázmány hi fundà un monestir premonstratens. Va tenir el caràcter d'una petita ciutat al segle xiv. Va ser part de l'Imperi Otomà entre 1541-1595 i 1605-1685 i es coneixia com a "Şefradi". Abans del desglossament de l'Imperi Austrohongarès el 1918/1920 i de la incorporació a Txecoslovàquia, formava part del comtat de Hont i era des del 1806 la seva capital. Va formar part d'Hongria del 1938 al 1945 arran del Primer Premi de Viena.

## Demografia
| Godina             | 1994 | 2004   | 2014   | 2024   |
| ------------------ | ---- | ------ | ------ | ------ |
| Nombre de persones | 8526 | 7971   | 7516   | 6919   |
| Diferència         |      | −6,50% | −5,70% | −7,94% |

| Godina             | 2023 | 2024   |
| ------------------ | ---- | ------ |
| Nombre de persones | 6992 | 6919   |
| Diferència         |      | −1,04% |

Segons el cens de població del 2014, la ciutat tenia 7.516 habitants. El 2001, el 62,21% dels habitants eren magiar, el 34,57% eslovacs, el 0,56% txecs i el 0,41 gitanos. Religiosament el 84,06% eren catòlics, el 6,87% no tenien religió i el 3,46% eren luterans.

## Instal·lacions
La ciutat acull el Museu i la Galeria Hont de Ľudovít Simony.

## Agermanaments
Šahy està agermanada amb els tres municipis hongaresos de Vác, Veresegyház i Héhalom.

## Persones notables
- Ferdinand Daučík, jugador de futbol i directiu
- Branislav Kubala Daučík, jugador de futbol
- Ladislav Ballek, escriptor